# Francis Girod
Francis Girod (Semblançay, 9 ottobre 1944 – Bordeaux, 19 novembre 2006) è stato un regista e sceneggiatore francese.

## Filmografia parziale

### Regista
- Trio infernale (Le trio infernal) (1974)
- Tre simpatiche carogne (René la canne) (1977)
- L'état sauvage (1978)
- La banchiera (La banquière) (1980)
- Il grande fratello (Le grand frère) (1982)
- Scandalo a palazzo (Le bon plaisir) (1984)
- Discesa all'inferno (Descente aux enfers) (1986)
- L'Enfance de l'art (1988)
- Lumière et compagnie (1995)
- Transfert pericoloso (Passage à l'acte) (1997)
- Un ami parfait (2006)

### Sceneggiatore
- Scirocco d'inverno (Sirokkó), regia di Miklós Jancsó (1969)
- Slogan, regia di Pierre Grimblat (1969)